# Межиріцька сільська рада (Острозький район)
Межирі́цька сільська́ ра́да — колишній орган місцевого самоврядування в Острозькому районі Рівненської області. Адміністративний центр — село Межиріч.

## Загальні відомості
- Межиріцька сільська рада утворена в 1940 році.
- Територія ради: 50,98 км²
- Населення ради: 2 028 осіб (станом на 2001 рік)
- Територією ради протікають річки Вілія, Збитинка.

## Населені пункти
Сільській раді підпорядковані населені пункти:
- с. Межиріч
- с. Прикордонне
- с. Слобідка

## Склад ради
Рада складалася з 16 депутатів та голови.
- Голова ради: Губернюк Микола Іванович
- Секретар ради: Тищук Катерина Петрівна

### Керівний склад попередніх скликань
| Прізвище, ім'я, по батькові | Основні відомості                                                                     | Дата обрання | Дата звільнення |
| --------------------------- | ------------------------------------------------------------------------------------- | ------------ | --------------- |
| Губернюк Микола Іванович    | Сільський голова, 1956 року народження, освіта вища, член Української Народної Партії | 26.03.2006   | 31.10.2010      |
| Губернюк Микола Іванович    | Сільський голова, 1956 року народження, освіта вища, безпартійний                     | 31.10.2010   |                 |

Примітка: таблиця складена за даними сайту Верховної Ради України